# Рюкюская музыка

Культурные регионы Рюкю

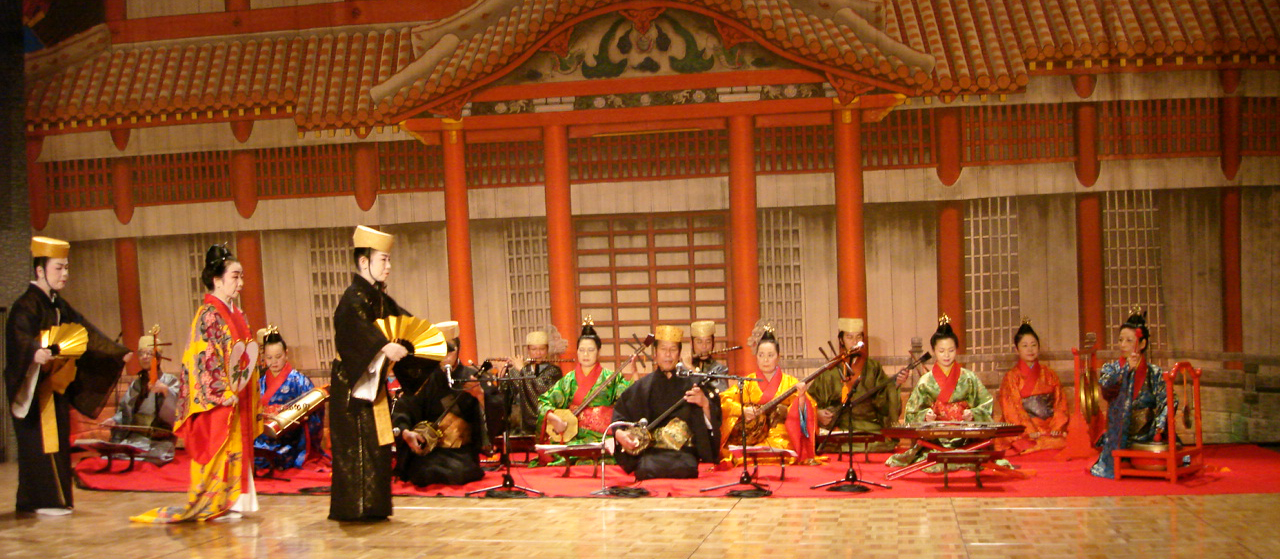
Современное исполнение придворной музыки

Музыка Рюкю — совокупность музыкальных традиций, характерных для островной группы Рюкю, включающей острова префектуры Окинава и архипелаг Амами, административно относящийся к Кагосиме. До 1868 года все эти территории входили в состав независимого государства Рюкю и находились в общей культурной сфере, затем Рюкю было аннексировано Японией, однако музыка архипелага сохранила свою аутентичность и в общеяпонской музыкальной традиции стоит особняком.
В современной Окинаве западная музыка имеет бо́льшую популярность, хотя местные исполнители включают в неё элементы традиционного музыкального искусства.

## Разновидности

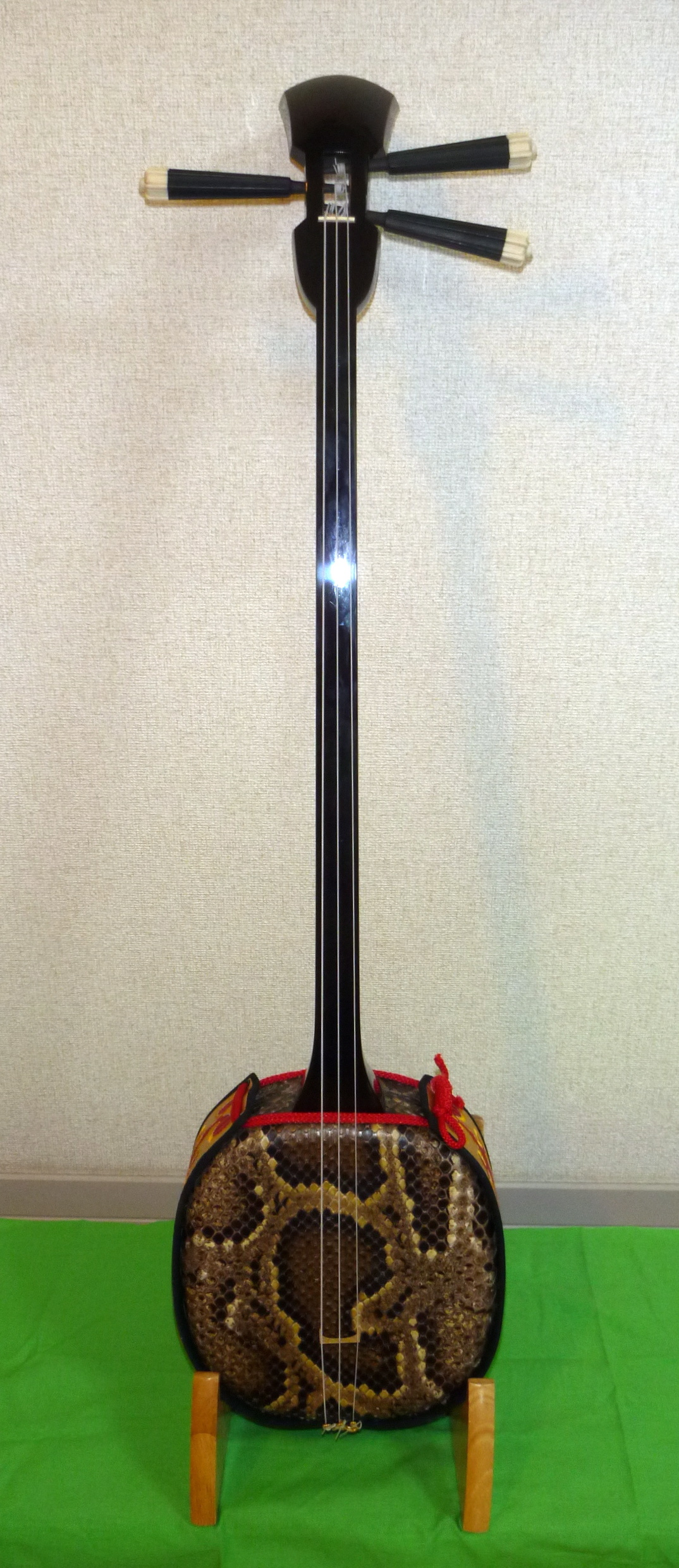
Сансин — главный инструмент в музыке Рюкю

Рюкюская музыка имеет четыре основные разновидности, которые соответствуют четырём основным островным группам:
- Мияко — старейшая;
- Окинавские острова и особенно главный остров — наиболее развитая и утончённая;
- Яэяма;
- Амами — данная традиция развивалась несколько обособленно.

Два основных направления рюкюской музыки — народно-религиозная и арт-музыка. Первая пережила аннексию Рюкю Японией в полном объёме, тогда как китайские и японские придворные жанры арт-музыки почти перестали исполнять сразу же после присоединения к Японии, а местные постепенно исчезли в последующие годы.

## Особенности
Большинство рюкюских музыкальных произведений написано в так называемом рюкюском звукоряде — до, ми, фа, соль, си, кроме него используется звукоряд «рицу» (до, ре, фа, соль, ля). Другой характерной особенностью, ярко контрастирующей с музыкой Японии, является синкопированный ритм с акцентированием слабой доли.
Основные рюкюские инструменты — сансин, кото, флейта, кокю и барабаны.
Главный инструмент для рюкюской музыки — трёхструнный щипковый сансин. Он имеет столь большое влияние на музыку, что основной классический жанр именуется «песни под сансин» (яп. 歌三線 ута-сансин). Существует три школы песен под сансин — Тансуи (яп. 湛水), Номура (яп. 野村) и Афусо (яп. 安冨祖).
Кото было привезено на Рюкю из Японии в начале XVIII века, местная традиция сохраняет старинный исполнительский стиль.
Поперечная бамбуковая флейта аналогична китайской ди. Кокю имеет три (реже четыре) струны, его корпус делается из скорлупы кокоса или дзельквы.

## Народная музыка

Рюкюская женщина играет на сансине, XIX век

Народно-религиозная музыка всегда включает вокал, она тесно связана с древней и развитой устной словесностью Рюкю.
Камиута (яп. 神歌, «священные песни») — песни, исполняемые жрицами традиционной религии для ублажения ками (божеств) в священных рощах. Обычно исполняются а капелла, либо под простой ритмический аккомпанемент барабана. Основные жанры — омори (Амами); мисэсэру, отакабэ, умуи и квэ:на (Окинава); пя:си, та:би, фуса и ни:ри (Мияко); канфуцу и аё: (Яэяма). Аналогичные песни исполняют для привлечения удачи в путешествиях, призыва дождя и так далее.
На Яэяме существует жанр «тобара:ма», предполагающий поэтическую импровизацию, в Исигаки ежегодно проводится соревнование исполнителей данного искусства.
Несколько жанров используются при выполнении тяжёлой физической работы (обдирка риса, распашка земли), большинство известных песен этого типа исполнялись на Яэяме, доминирующие местные жанры — юнта и дзираба. На Окинавских островах песен этого жанра не обнаружено, за исключением нескольких песен для исполнения при выравнивании земли.
Фестивальные песни исполняются на мацури, в частности, на двух главных фестивалях: Обон (эйса) и Хоннэн-мацури. Помимо этого, особые праздничные произведения предназначены для летних праздников: ундзями (яп. 海神祭) и синугу (яп. シヌグ), на котором женщины, собравшись в круг, танцуют «усидеку» (яп. ウシデーク) с синкопированным ритмом.
Жанр, исчезнувший в остальной Японии, но сохранившийся на Окинаве — песни, исполняющиеся ради развлечения группами мужчин и женщин в диалоговой форме под аккомпанемент сансина. Самый известный пример такого пения можно видеть на важнейшем празднике Хатигацу-одори (яп. 八月踊) на островах Амами. Там у данных песен появились сложные мелодии (как вокальной партии, так и у сансина), стал использоваться не встречающийся более нигде в традиционной японской музыке фальцет. Высказывается предположение, что утакакэ могут быть связаны с антифонными песенными традициями малочисленных южнокитайских народов.
Развлекательные амамийские песни под сансин именуются «островными» (яп. 島唄 симаута), они родственны утакакэ. Данный жанр может использоваться в поэтических дуэлях, когда оппоненты должны обмениваться остроумными стихотворными репликами под музыку. В прошлом подобные дуэли были частью ритуала помолвки: мужчина, делая предложение женщине, начинал поэтическое соревнование, и в случае проигрыша женщина должна была принять предложение.
В начале периода Сёва появился жанр «новая народная музыка» (яп. 新民謡 син минъё:), базирующийся на традиционных народных музыкальных стилях с социально-острыми текстами, затрагивающими злободневные тогда темы эмиграции и войн. Музыка одного из пионеров син-минъё, Тёки Фукухары, вошла в общий фольклорный репертуар.

## Арт-музыка

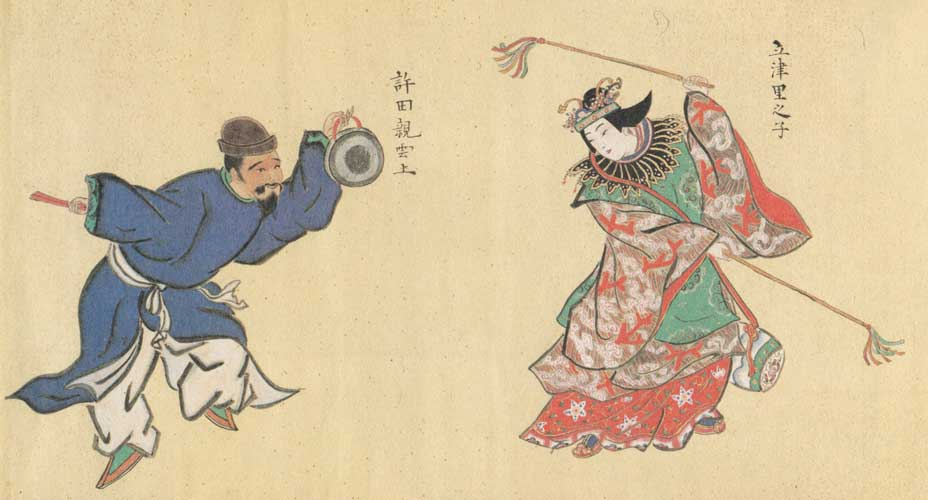
1832 год, исполнение одзагаку перед послами

Музыку данного направления исполняли преимущественно знатные рюкюсцы при дворе вана Рюкю. Различаются заимствованные и собственно рюкюские жанры.
Со стилистической точки зрения в арт-музыке выделяют четыре жанра:
- «пред ликом императора» (яп. 御前風 годзэн фу:) — музыка среднего темпа в строе хонтёси, обычно сопровождается танцем;
- «старинная мелодия» (яп. 昔節 мукаси буси) — медленный песенный жанр, предполагающий мелизматическое пение на стихи рюка на протяжении 10—20 минут, строй хонтёси. Мукаси-буси обычно аккомпанирует сложному для исполнения женскому танцу «онна-одори» (яп. 女踊り);
- «Ниагэ» (яп. 二揚) — музыка в строе хонтёси, песенный жанр. Песни «ниагэ» всегда драматичны, в их текстах говорится о пылкой или безответной любви, либо выражаются сетования лирического героя или героини. Обычно используется в куми-одори;
- «Кудоки» (яп. 口説) — быстрые повествовательные песни, написанные в строе «рицу» (до, ре, фа, соль, ля). Они используются как аккомпанемент для мужского танца «Нисай-одори» (яп. 二才踊り).

### Китай и Япония
После установления дипломатических отношений между Китаем и Рюкю в конце XVI столетия вместе с мигрантами на архипелаг проникла китайская музыка. Жанр одзагаку (яп. 御座楽, «сидячая музыка») был упомянут в летописях уже в 1534 году. В ансамбли для одзагаку входили 19 китайских инструментов, включая биву, эрху и сыху (яп. 四胡 сико), эту музыку исполняли при официальных визитах в Китай и Японию, а также при дворе. После 1879 года она почти исчезла.
Китайская музыка для процессий (яп. 路次楽 родзигаку), принесённая на Рюкю в 1520-х годах, продолжает жить в XXI веке: её исполняют во время фестивалей. Оркестр родзигаку включает такие духовые инструменты как сона, раппа и хаотун (до:каку); гонг дора, барабан ко, а также кастаньеты (рё:хан).
Единственный японский жанр, закрепившийся на Рюкю — музыка театра но, он был популярен на островах и многие местные придворные музыканты начинали карьеру в театре но. В 1702 году на Рюкю привезено кото, ставшее преимущественно аккомпанирующим инструментом.

### Собственная традиция

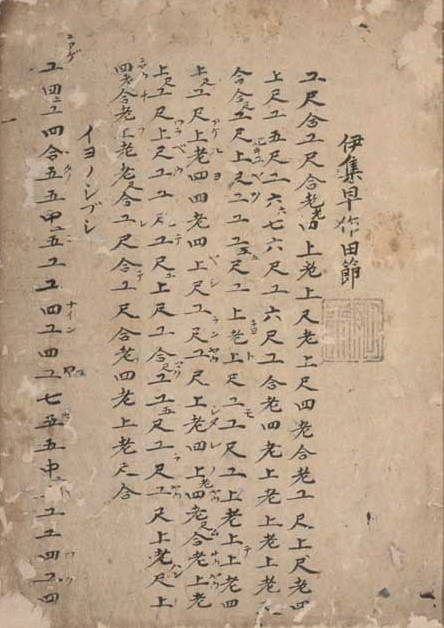
Кункунси Якаби Тёки

Самый древний собственно рюкюский жанр арт-музыки — оморо (яп. おもろ), появившийся в XII веке. Традиция исполнения оморо утрачена, однако их тексты сохранились (одна из главных компиляций — Оморо-соси, в ней содержится более тысячи песен).
Танцы входили в программу обучения молодых знатных мужчин.
Важнейший рубеж в истории музыки на Рюкю — появление щипкового инструмента сансина, привезённого из Китая в XVI веке. Песни-рюка, исполняемые под сансин, составляют значительную часть музыкальной традиции архипелага и зачастую именно их имеют в виду говоря о «рюкюской музыке». Сборники таких песен, именуемые кункунси (яп. 工工四), составлялись начиная с середины XVIII века.
«Отцом окинавской музыки» именуют Уэкату Тансуя (1623—1684), он создал основную часть репертуара сансина, в первой половине XVIII века эти 117 произведений были переработаны и переаранжированы музыкантом Якаби Тёки (яп. 屋嘉比朝寄 якаби тё:ки, 1716—1775). Современную нотацию «кункунси» для сансина создали Номура Антё и Мацумура Синсин (яп. 松村真信), нотация для вокальной музыки же появилась только в начале XX века. Для прочих инструментов либо используется японская нотация (кото), либо стандартизированная нотация вовсе отсутствует.

## История

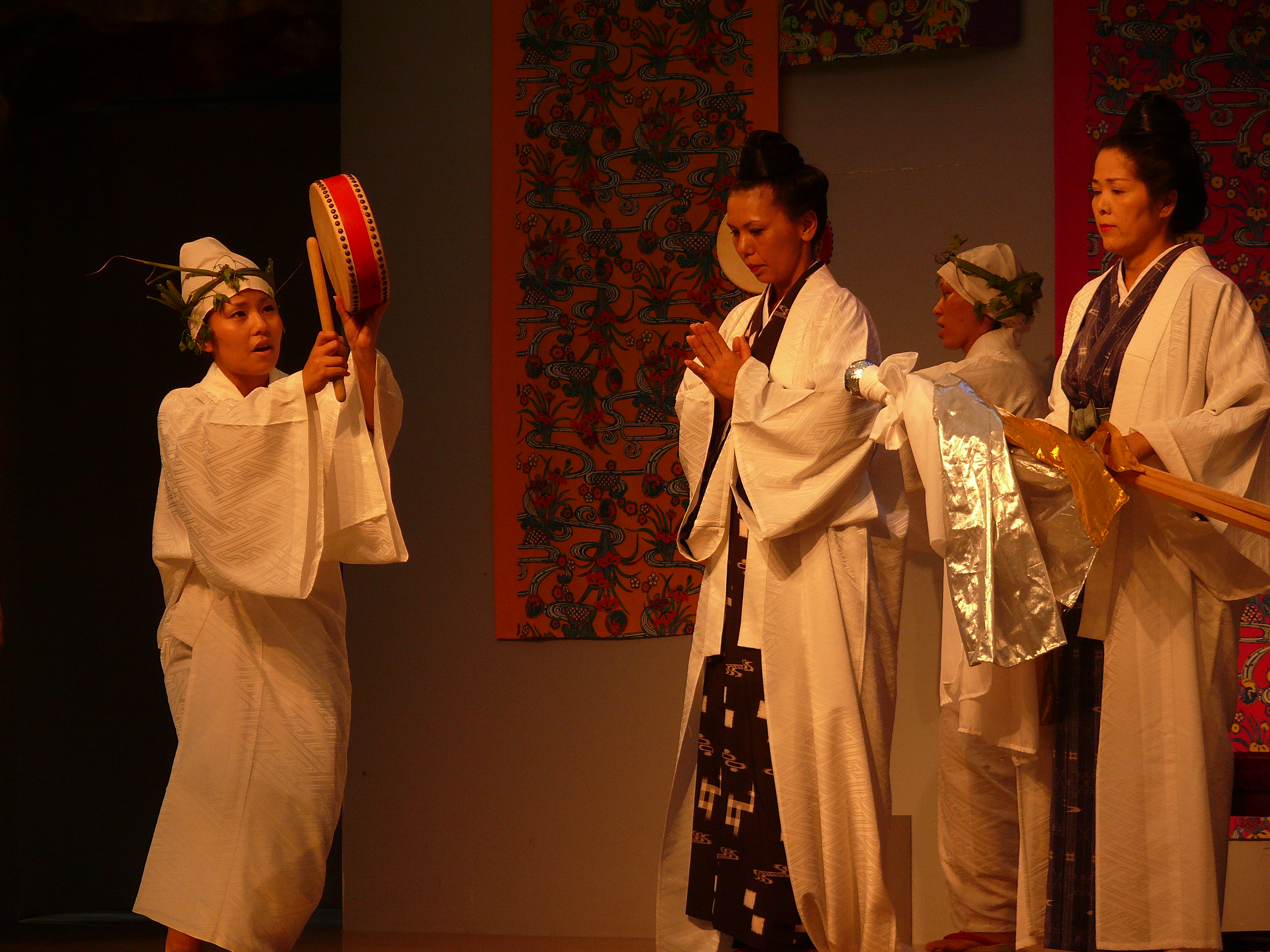
Современное исполнение традиционного танца

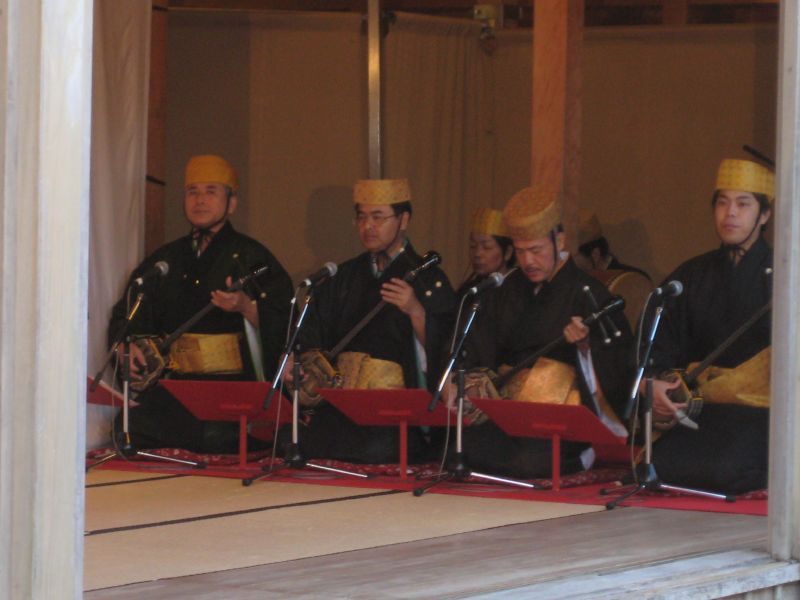
Музыканты в замке Сюри

Сведений о ранней истории музыки на Рюкю крайне мало, как и в общем ранних исторических документов. По-видимому древнейшие музыкальные произведения — религиозные песни «камиута», причём в них используется тот же музыкальный строй, что и в древнейшей японской музыке, что предполагает, что камиута появились до V века нашей эры (когда Рюкю и Япония культурно и лингвистически обособились).
В 1373 году Рюкю уже платило дань Китаю, и он уже влиял на культуру, в частности, известно о влиянии фуцзяньской музыки на рюкюскую.
Расцвет рюкюской музыки произошёл в правление вана Сё Сина (1478—1526), при котором Рюкю стало активно торговать с другими странами Азии, в первую очередь — Китаем и Японией. На рубеже веков при рюкюском дворе появились музыкальные инструменты, и в начале XVI века в летописях упоминается аристократическая музыкальная традиция. После завоевания Рюкю японским княжеством Сацума в 1609 году Япония сменила Китай в качестве основного источника влияния на культуру Рюкю.
Следующий культурный подъём Рюкю испытало в XVIII веке. В 1719 году музыкантом Тамагусуку Тёкуном был изобретён музыкальный театр кумиодори (яп. 組踊). Тёкун написал пять пьес для кумиодори. Несмотря на популярность классической музыки, новые произведения перестали появляться с XVIII века, в то время как фольклорная традиция продолжает развиваться.
После реставрации Мэйдзи 1868 года сословие музыкантов пополнилось обедневшими дворянами. Танцы, созданные до 1868 года, называются «классическими» (яп. 古典 котэн), движения в них более плавные и стилизованные, напоминают театр но; появившиеся после реставрации Мэйдзи «всяческие танцы» (яп. 雑踊り дзо:одори) исполняются в более быстром темпе, танцоры могут поднимать ноги и делать небольшие прыжки.
В 1879 году Япония аннексировала Рюкю, что привело к сильным изменениям в традиции исполнения придворной музыки; среди прочего, в исполнители музыки и танцев стали брать женщин. Большой удар по культуре нанесла Вторая мировая война: на Окинаве происходило множество кровопролитных сражений.
В XX веке после оккупации Соединёнными Штатами Америки и интернирования тысяч окинавцев пение под сансин стало утешением; было создано множество новых произведений, а музыка помогла восстановлению национальной идентичности рюкюсцев. Правительство США поощряло восстановление и развитие собственной культуры Окинавы.
Музыку архипелага Рюкю интенсивно исследовала группа учёных под руководством музыковеда Фумио Коидзуми (1927—1983).
Рюкюсцы продолжают интересоваться своей музыкой и в XXI веке. Почти в каждом населённом пункте можно найти учителя сансина или танца, регулярно проводятся концерты при активной поддержке местных СМИ. Мастера народных жанров записывают и продают музыкальные диски. Вместе с эмигрантами рюкюская музыка появилась в Осаке, Кавасаки, на Гавайях и в Южной Америке.
Театр «кумиодори» в XXI веке был признан нематериальным наследием человечества ЮНЕСКО, в 2004 году в Урасоэ открылся театр театр «Окинава», изначально носивший название «Национальный театр кумиодори» и где проводится обучение исполнителей этого вида искусства.
Современные окинавские коллективы и исполнители часто включают в свою музыку традиционные элементы, особенно жанра «симаута». Среди таких коллективов Rinken Band, Champloose (группа Сёкити Кины), The Ne Ne Nes, Юкито Ара и его коллектив Pasha Club, множество рок-коллективов 1970-х (Мурасаки, Condition Green и другие). 
Тем не менее многие фольклорные жанры находятся в опасности из-за исчезновения традиционной религии, а мастера сансина зачастую ограничиваются исполнением классических произведений, не создавая новых.

## Комментарии
1. ↑  Данный термин означает не только антологии, но и систему музыкальной нотации